# Seaman (Ohio)
Pour les articles homonymes, voir Seaman.
Seaman est un village du comté d'Adams, en Ohio, aux États-Unis,. Lors du recensement de 2010, le village comptait une population de 944 habitants.

## Source de la traduction
- (en) Cet article est partiellement ou en totalité issu de l’article de Wikipédia en anglais intitulé « Seaman, Ohio » (voir la liste des auteurs).